# ありのまんまが愛しい君へ
『ありのまんまが愛しい君へ』（ありのまんまがいとしいきみへ）は、日本のダンスロックバンド・DISH//の楽曲。Sony Recordsから2021年9月24日に5作目の配信限定シングルとして配信リリースされた。後にシングル『沈丁花』（初回生産限定盤A）にカップリング曲として収録。

## 概要
- 前作『No.1』から約4か月ぶりのリリース。
- 表題曲「ありのまんまが愛しい君へ」は、メンバーの北村匠海が出演するサンスター「オーラツーミー アロマフレーバー コレクション ペースト」のCMソングである[3]。
  - CMのポップさに合ったポジティブな曲調となっている[3]。
  - 同曲は、ボーカルの北村が作詞、ドラムスの泉大智が作曲を手掛けた[4]。

## 収録曲
1. ありのまんまが愛しい君へ - [3:50]
作詞：北村匠海
作曲：泉大智
編曲：川口圭太
  - サンスター「オーラツーミー アロマフレーバー コレクション ペースト」CMソング[3]
  - メンバーの北村匠海と泉大智が制作した楽曲。